# 구사카촌 (고치현)
구사카촌(일본어: 日下村)은 일본 고치현 다카오카군에 있던 촌이다. 현재의 히다카촌에 해당한다.

## 역사
- 1889년 4월 1일 - 정촌제 시행에 의해 근세이후의 구사카촌이 단독으로 지자체를 형성하였다.
- 1954년 10월 15일 - 노즈촌, 가모촌의 일부와 합병해 히다카촌이 성립, 동일 구사카촌은 폐지되었다.

## 교통

### 철도
- 일본국유철도
  - 도산선

## 참고 문헌
- 角川日本地名大辞典編纂委員会,『角川日本地名大辞典 39 高知県』1983, 角川書店